# Xyris friesii
Xyris friesii är en gräsväxtart som beskrevs av Gustaf Oskar Andersson Malme. Xyris friesii ingår i släktet Xyris och familjen Xyridaceae. Inga underarter finns listade i Catalogue of Life.